# Blazing Saddles
Blazing Saddles (br Banzé no Oeste , pt Balbúrdia no Oeste) é um filme estadunidense de 1974, do gênero comédia, dirigido por Mel Brooks.
Richard Pryor foi corroteirista do filme e pretendia protagonizá-lo, mas o estúdio Warner Bros. o recusou devido a seus problemas com drogas e outras atividades tidas como "irregulares".
O filme parodia os faroestes do cinema.

## Sinopse
Numa cidadezinha do Oeste onde todos se chamam Johnson, a população é aterrorizada por bandidos liderados pelo malvado Hedley Lamarr, que sabe que as terras irão valer muito dinheiro com a passagem da ferrovia. O governador William envia um novo xerife para controlar a situação, o ex-ferroviário Bart. Bart é negro e é hostilizado pela população racista mas recebe ajuda do pistoleiro bêbado mas rápido no gatilho, The Waco Kid.

## Elenco
- Cleavon Little.... xerife Bart
- Gene Wilder.... Jim, o "The Waco Kid"
- Mel Brooks.... governador William J. Le Petomane / Chefe Índio
- Madeline Kahn.... Lili Von Shtüpp
- Harvey Korman.... Hedley Lamarr
- Slim Pickens.... Taggart
- Dom DeLuise.... Buddy Bizarre
- Liam Dunn… reverendo Johnson
- George Furth.... Van Johnson
- Burton Gilliam.... Lyle
- John Hillerman.... Howard Johnson
- David Huddleston.... Olson Johnson
- Alex Karras.... Mongo
- Jack Starrett.... Gabby Johnson
- Robyn Hilton.... Miss Stein (secretária do governador)
- Rodney Allen Rippy.... jovem Bart
- Charles McGregor.... Charlie
- Anne Bancroft.... figurante na igreja (sem crédito)

## Principais prêmios e indicações
Oscar 1975 (EUA)
- Indicado nas categorias
  - Atriz coadjuvante (Madeline Kahn)[1]
  - Edição
  - Trilha sonora original

BAFTA 1975 (Reino Unido)
- Indicado nas categorias 
  - Roteiro
  - Ator novato em papel principal mais promissor (Cleavon Little)